# Grand Theft Auto: San Andreas Multiplayer
San Andreas Multiplayer (SA-MP) је модификација игре Grand Theft Auto: San Andreas која омогућава мултиплејер игру. Може се играти преко Интернета или ЛАН са највише 999 других људи. За ову игру је потребна оригинална инсталација GTA San Andreas игре за рачунар, а могуће је чак и играти на Андроид уређају.
У SA-MP-у је могуће урадити готово све што је могуће у сингл плејеру. Он такође пружа могућност креирања сопствених начина игре (модова). Постоји много начина игре које карактеришу низ различитих и забавних ствари које је могуће урадити, од којих многи нису могући у сингл плејеру.

## Историја

### Објављивање и верзије ознаке0.1
Пројекат је започет 3. априла 2005. године, два месеца пре објављивања GTA San Andreas-а. Модификација је у почетку била развијана од стране једне особе, али је убрзо остварила интересовање многих играча, па се повећао број програмера који су радили на модификацији. Након 5 месеци рада, објављена је прва верзија са ознаком 0.1a, али није испунила очекивања, па је започет рад на новој верзији. Заједно са сервером који је користио PAWN као програмски језик за израду начина игре, 10. маја 2006, објављена је нова верзија са ознаком 0.1b. Након тога, скриптери су наставили да уче PAWN програмски језик и развијају различите начине игре, а програмери су „нестали“ на неко време.
Тек крајем јуна, у поруци на свом блогу, изјавили су да развој још увек траје, иако они имају веома мало времена. Програмери су показали неколико скрин-шотова (снимка екрана) са новим стварима које су направљене. Причало се да ће ускоро изаћи верзија 0.1c, али до септембра није било нових информација. Тек крајем септембра, на блогу је објављен мали списак нових могућности и функција.

### Верзије ознаке0.2
Објављено је да се нова верзија припрема 2. октобра, верзија 0.2. Информација је појачана дугачким списком новости и једним видео-записом који приказује мноштво нових могућности. Ово је изазвало велико интересовање међу играчима широм света којих је у то време било неколико хиљада. Међутим, развој је веома каснио, а после неколико мањих исправки, 9. марта 2007. програмери објављују на блогу дугачку листу промена и 2 видео-записа која приказују могућности нове верзије (0.2). Такође је најављено неколико јавних бета тестова.
До првог бета теста прошло је још месец дана. Интересовање о овој верзији достигло је јако велики ниво, и програмери су одлучили да обавесте о бета тесту на свом блогу и уочи Ускрса, 8. априла, на својој страници објавили „ускршња јаја“ (енгл. Easter Eggs) – референцу ка страници која преусмерава неколико брзих посетилаца на ИРЦ канал преко којег је руковођен бета тест, који је почео исте вечери. Првобитно је отворен један сервер са 100 слотова (места за играче), али је убрзо отворено још пар. Тестирање је трајало до 11. априла.
Следећи бета тест био је месец дана касније и трајао је само неколико сати. Сврха теста била је да се тестира могућност сервера да подржи 200 играча. Након тога, kyeman, један од програмера је на блогу изјавио да ће бити одржана још најмање два бета теста. Крајем маја било је још једно тестирање, а након њега је најављено још неколико новина.
Програмери су 3. јуна објавили RC (енгл. Release Candidate) верзију клијента и сервера верзије 0.2 са 4 слота, чиме омогућавају корисницима да започну са развијањем својих, већ постојећих сервера и ажурирањем на нову верзију. Током наредне две недеље, пуштена су још 2 RC издања.
Програмери, 20. јуна 2007, објављују верзију 0.2 која доноси много нових могућности и бољу синхронизацију. И даље су постојале неке грешке (багови).

#### Проблеми у развоју
Потпуно неочекивано, 24. јуна, SA-MP тим је на својој веб-страници обавестио да зауставља даљи развој мода зато што немају више снаге да се боре са људима који су спремни на све и развијају читове и експлоите. Одмах је покренута онлајн петиција са захтевом да програмери наставе са развојем. У року од неколико сати, петицију је потписало неколико хиљада људи. Већ следећег дана, SA-MP тим је објавио ажурирану верзију сервера са уграђеном античит заштитом (SAC - SA-MP Anticheat Security) која није дозвољавала улазак играчима са програмима који омогућавају варање.
Месец дана касније, 29. августа, након два јавна бета-теста објављена је верзија са ознаком 0.2.2 и програмери најављују почетак развоја 0.3 верзије. Након што је објављена верзија 0.2.2, пројекат је споро развијан. Унутрашњи конфликти, „цурење” кода, DDoS напади на сајт су спречили излазак нове верзије.
Изненада, 13. маја 2008, SA-MP тим затвара сајт и најављује крај развоја мода. Неколико дана касније, сајт је обновљен и дошла је вест о крају развоја, међутим, 23. маја форум је обновљен и развој игре је настављен.

#### Наставак развоја
Верзија са ознаком 0.2.2 R3 објављена је 21. јуна, где се тим позабавио питањем безбедности.
Верзија са ознаком SA-MP 0.2X објављена је 20. новембра. У суштини, ово ажурирање није било значајно за играче, изузев побољшања синхронизације. Већина сервера пребачена је на 0.2X верзију.

### Верзије ознаке0.3
Јавно бета тестирање 0.3 верзије је почело 14. августа 2009. Други бета тест је одржан 15. августа, на којем је присуствовало више од 400 играча. Финална верзија је објављена 14. октобра, верзија 0.3а. Накнадно је објављено неколико мањих исправки.
Тестирање 0.3b верзије је започето 11. августа 2010, која је објављена 21. августа 2010.
Почетак развоја 0.3c верзије је најављен 4. новембра 2010, која је званично објављена 30. децембра.
Почетак развоја 0.3d верзије је најављен 12. септембра 2011, која је званично објављена 1. децембра. У другом издању ове верзије, ограничење у броју играча који могу истовремено бити присутни на једном серверу повећано је са 500 на 800 играча.
Развој 0.3е верзије је започет 5. марта 2012, која је званично објављена 7. маја. Ова верзија је донела првенствено сигурносне закрпе, али и мноштво нових могућности. Сервер је поново подржавао 500 играча, а верзија са 800 и 1000 играча је била доступна само власницима који SA-MP тиму доставе доказ да им је ова верзија заиста потребна.
Развој 0.3x верзије је започет 7. јануара 2013. и тиме је званично најављен крај 0.3 серије.

## Начини игре (модови)
| Назив мода      | Опис мода |
| DeathMatch      | свако игра за себе, циљ је убити што више противника                                                                    |
| Team DeathMatch | игра се у тимовина, циљ је убити што више играча противничког тима                                                      |
| Truck           | на серверу постоје само камиони и приколице. Циљ игре је развозити робу камионом и на тај начин зарађивати за живот     |
| Roleplay        | најпопуларнији начин игре, циљ је имитирати стваран живот                                                               |
| Race            | циљ игре је возити у тркама и победити у што већем броју истих                                                          |
| Stunt           | убачени објекти за обављање акробација са возилима                                                                      |
| Drift           | начин сличан рејс начину игре. Играчи добијају поене тако што контролишу клизање (дрифт) на посебно дизајнираним мапама |
| Freeroam        | тзв. слободна игра, мешавина свих горенаведених начина (модова)                                                         |

## Системски захтеви
SA-MP може бити покренут на било ком рачунару који може покренути GTA:SA сингл плејер. Међутим, ако се игра на већим серверима (SA-MP подржава до 1000 играча), игра може бити спорија с времена на време ако рачунар има слабије спецификације.
| Захтевани хардвер   | Минималне хардверске спецификације                  | Препоручене хардверске спецификације                                |
| ------------------- | --------------------------------------------------- | ------------------------------------------------------------------- |
| Процесор            | 1 , / или једнак                                    | Intel Pentium 4 HT 2.8 / Intel Pentium D 3.0 / AMD Athlon X2 3800+  |
| RAM                 | 256                                                 | 1                                                                   |
| Оперативни систем   | Windows 98 / Windows Me / Windows 2000 / Windows XP | Windows 98 / Windows Me / Windows 2000 / Windows XP / Windows Vista |
| Графичка карта      | 64 (компатибилна са 9), 8500 / или једнака          | 256 (компатибилна са 9),                                            |
| Меморија Хард Диска | 3.6                                                 | 5                                                                   |
| Звучна картица      | Компатибилна са 9                                   | Компатибилна са 9                                                   |

## SA-MP захтеви
Као додатак захтевима сингл плејер игре, SA-MP захтева следеће:
- 50  слободног простора на диску,[2]
- везу са Интернетом (512k+ се препоручује за „глатку“ игру),[2]
- копију Grand Theft Auto: San Andreas-а за рачунар – v1.0 (никако v1.01, v2.0 или v3.0).[3]